# Menhirs de Kernars
Les menhirs de Kernars sont deux menhirs situés à Saint-Barthélemy, dans le département du Morbihan.

## Localisation
Sis sur une terrasse alluviale à environ 500 m au nord-est du Blavet, ces menhirs sont situés dans un champ à environ 150 m à l'ouest du hameau de Kernars, en Saint-Barthélemy. Ils sont eux-mêmes distants d'environ 6 m.

## Historique
Les menhirs sont classés au titre des monuments historiques par arrêté du 9 août 1932.

## Description
Le plus grand des deux menhirs mesure environ 4,20 m, pour une largeur maximale de 2,90 m et une épaisseur à la base de 0,75 m. Le deuxième menhir, de section triangulaire, mesure environ 3,20 m de hauteur, 2,30 m de largeur maximum et 0,70 m d'épaisseur. Les menhirs sont orientés nord-ouest/sud-est mais légèrement désaxés l'un par rapport à l'autre. Les deux menhirs sont en granite.